# Northchurch
Northchurch är en ort och civil parish i Storbritannien.   Den ligger i grevskapet Hertfordshire och riksdelen England, i den södra delen av landet, 40 km nordväst om huvudstaden London. Northchurch ligger 130 meter över havet och antalet invånare är 2 661.
Terrängen runt Northchurch är platt. Runt Northchurch är det tätbefolkat, med 570 invånare per kvadratkilometer. Närmaste större samhälle är Luton, 16,7 km nordost om Northchurch. Trakten runt Northchurch består till största delen av jordbruksmark.